# Galium hoffmeisteri
Galium hoffmeisteri là một loài thực vật có hoa trong họ Thiến thảo. Loài này được (Klotzsch) Ehrend. & Schönb.-Tem. ex R.R.Mill mô tả khoa học đầu tiên năm 1996.